# الكنيسة الكاثوليكية وفيروس نقص المناعة البشرية المكتسبة/الإيدز
لقى موقف الكنيسة الكاثوليكية في منع انتشار الإيدز/ فيروس العوز المناعي البشري جدلًا نتيجة معارضتها لاستخدام العازل الذكري. في عام 2010، صرّح بندكت السادس عشر أن استخدام العازل قد يعتبر أحيانًا خطوةً أولى باتجاه التصرّف الأخلاقي، لكنّ متحدثًا رسميًّا باسم الكنيسة وضّح لاحقًا بأنّ استخدام العازل لا زال يعتبر فِعلًا لا أخلاقيًّا، وأنّ البابا لم يقصد توضيح موقفه من «مشكلة العازل في العموم». فيما يتعلق بانتشار المرض عبر العلاقات الجنسية، فإن الكنيسة تُدَرِِّسُ بأنّ العفّة (الامتناع عن العلاقات الجنسية قبل الزواج، والزواج الأحادي خلال الزواج) هي طرق أفضل من إستخدام الواقي للحدّ من انتشار هذا الوَباء. أعْربَت هَيئاتُ الأُمَمِ المُتحدَةِ عن إنتقادِها لموقف الكنيسة المناهض لإستخدام الواقي الذكري، على اعتبار أنه أفضل طريقة متوفرة لمنع الإصابة بالمرض بين الأفراد الذين يمارسون العلاقات الجنسية. تتعاون هيئات الأمم المتحدة مع الكنيسة لتأمين الرعاية للمرضى وللقضاء على انتقال المرض للأطفال.
بعد انتخاب البابا فرنسيس عام 2013، أقرّ برنامج الأمم المتحدة المشترك لفيروس نقص المناعة البشرية/الإيدز أنّ «الكنيسة تقدّم الدّعم لملايين الأفراد المصابين بالإيدز حول العالم» وأنّ «إحصائيّات من الفاتيكان لعام 2012 تدلّ على أنّ منظماتٍ تابعة للكنيسة الكاثوليكية تقدّم ما يقارب الرّبع من إجمالي علاج ورعاية ودعم مصابي الإيدز حول العالم، كما تتابع أكثر من 5000 مشفى، 1800 مستوصف، و 9000 ميتم، العديد منهم متورّط في أعمال تتعلق بالإيدز.» كما يتعاون برنامج الأمم المتحدة المشترك لفيروس نقص المناعة البشرية/الإيدز مع الكنيسة في قضايا مهمة مثل محاولة القضاء على نشوء حالات جديدة مصابة بالإيدز في مرحلة الطفولة، والحفاظ على حياة أمهاتهم، بالإضافة إلى مضاعفة الجهود للتوصل إلى علاج مضادّ لفيروس الريتروفيروس. كاريتاس الدولية هي المعين الدولي للكنيسة، تنفّذ أعمالها في 200 دولة وإقليم، وهي ضمن الشركاء الاستراتيجيين في برنامج الأمم المتحدة المشترك لفيروس نقص المناعة البشرية/الإيدز.
أصدر بولس السادس المنشور البابوي (Humanae viteae) حول تنظيم الحمل عام 1968، والتي لخصت معارضة «تنظيم الحمل الصناعي» على اعتبار أن هذا سيفتح «بابًا واسعًا وسهلًا نحو الخيانة الزوجية وانحطاط الأخلاق بشكل عام». نشأ وباء الإيدز منذ الثمانينات. سنة 2010 اعتبر البابا بندكت السادس عشر استخدام الواقي ليس «حلًّا حقيقيًّا ولا أخلاقيًّا» لانتشار الإيدز، أما بحالة دعارة الجنس المماثل فقد اعتُبر استخدامه كـ«خطوة أولى» فعّالة أقل ضررًا نحو التوجيه والمسؤولية، عندما يستعمل «بقصد تقليل خطر الإصابة بالعدوى». قدمت منظمة الأمم المتحدة تقريرًا يُعنى بحقوق الطفل عام 2014 ناشدت فيه الكنيسة لـ«التغلب على كل الحواجز والمحرّمات المتعلقة بالنشاط الجنسي لليافعين التي تعيق الوصول للمعلومات السليمة حول الإنجاب، بما في ذلك تنظيم الأسرة وموانع الحمل».